# Nemo iudex in sua causa
Nemo iudex in sua causa es una expresión latina que se emplea en Derecho, especialmente en Derecho Procesal, para indicar que el juez no puede ser parte en un proceso en el que tenga intereses personales, antes bien, ha de quedar siempre como una tercera persona, imparcial, entre las dos partes. Su traducción literal sería «ningún juez lo es de su propia causa».
Se le considera un principio de Derecho natural, que recibe también estas otras formulaciones:
- nemo iudex in causa sua
- nemo iudex idoneus in propria causa est
- nemo iudex in parte sua
- nemo debet esse iudex in propria causa
- in propria causa nemo iudex

- Datos: Q2712671